# Forfalskning af kunst
Forfalskning af kunst omfatter produktion og salg af kunstværker, der forfalskes og/eller tilskrives andre, som regel mere berømte kunstnere. Ligeledes er det svindel med kunst, hvis en ekspert i forbindelse med en handel skjuler for en sælger, at et kunstværk er udført af en kendt kunstner for at kunne anskaffe det billigt. Kunstforfalskninger kan økonomisk være yderst lukrative, men moderne daterings- og analyseteknikker har gjort identifikationen af forfalsket kunst meget enklere end tidligere. Et værk behøver ikke at være sjældent eller dyrt for at kunne katalogiseres som ægte. Det skal blot være korrekt beskrevet og dateret.

## Historie
Forfalskning af kunstværker har været kendt i mere end to tusinde år. Romerske billedhuggere fremstillede kopier af græske skulpturer. I den klassiske periode blev kunst generelt skabt som historisk reference, religiøs inspiration eller simpelthen æstetisk nydelse.
I løbet af renæssancen antog mange malere lærlinge, der studerede maleriteknikker ved at kopiere mesterens værker og stil. Som betaling for uddannelsen måtte mesteren sælge disse værker. Denne praksis blev generelt betragtet som en hyldest, ikke en forfalskning, selv om nogle af disse kopier senere fejlagtigt er blevet tilskrevet mesteren. Også fra Leonardo da Vincis værksted er der eksempler på sådanne "gråzoner", og internationale eksperter debatterer livligt, i hvilket omfang, hans værker er bearbejdet af lærlingene. I 2017 blev maleriet Salvatore Mundi solgt på auktion som en da Vinci til rekordprisen 2,8 milliarder kroner (405,3 mio. USD). Den antages at være i Mohammed bin Salmans varetægt, men er ikke offentligt tilgængelig. Kunstkritikeren Carmen Bambach tilskriver imidlertid maleriet da Vincis elev, Giovanni Antonio Boltraffio.
Efter renæssancen skabte middelklassens stigende velstand en øget efterspørgsel efter kunst. I slutningen af 1400-tallet blev romerske statuer populære i Italien, befolkningens interesse for antikviteter blev mere intens, og dette resulterede i en kraftig stigning i værdien af disse objekter. Denne vækst udvides snart til at omfatte samtidige og nylig afdøde kunstnere. Kunst var blevet en kommerciel vare, og værdien af kunstværket kom hurtigt til at afhænge af kunstnerens identitet. For at identificere deres værker begyndte malerne at sætte mærkater på dem. Herfra udvikledes den praksis at underskrive værket med signatur. Da efterspørgslen efter visse kunstneres værker begyndte at overstige udbuddet, begyndte falske mærkater og underskrifter at florere på markedet.
I løbet af 1500-tallet tilføjede kunstnere, der imiterede Albrecht Dürers stil, dennes signatur til deres egne værker for at øge værdien af disse. I sin gravering af Jomfru Maria tilføjede Dürer derfor indskriften "Vær forbandet, røvere og efterlignere af andres arbejde og talent". Selv meget berømte kunstnere har udført forfalskninger. I 1496 skabte Michelangelo en sovende Cupidfigur og behandlede den med sur jord for at få den til at virke ældre. Han solgte den til en forhandler, Baldassare del Milanese, som solgte den videre til kardinal Riario fra San Giorgio. Denne opdagede senere bedrageriet og krævede pengene tilbage. Men Michelangelo fik alligevel lov til at beholde sin andel.
I 1878 begik ansatte ved Kunstakademiet i København forfalskninger af årstallene på nogle malerier, som man ønskede udstillet på verdensudstillingen i 1878 i Paris. Der måtte kun udstilles malerier, som var malet efter 1866, men forfalskerne ønskede at udstille guldalderkunst, og ændrede derfor nogle årstal på blandt andet Egetræer fra Nordskoven ved Jægerspris af P. C. Skovgaard, som er malet i 1843.
Kunstmarkedet i det 20. århundrede har tilgodeset kunstnere som Salvador Dalí, Pablo Picasso, Klee og Matisse, og værker af disse kunstnere har ofte været mål for forfalskning. Disse forfalskninger sælges typisk til kunstgallerier og auktionshuse, der appellerer til private samlere af kunst og antikviteter. Under de tyske styrkers besættelse af Frankrig under Anden Verdenskrig, var det maleri, der hentede den højeste pris hos Drouot, det mest fremtrædende franske auktionshus, en falsk Cézanne.

## Falsknerne
Der er i det væsentlige tre typer af forfalskning af og svindel med kunst. Den person, der rent faktisk skaber det forfalskede værk, den person, der opdager et værk og forsøger at afhænde som et andet værk for at øge værdien, og den, der opdager at et værk er en forfalskning, men sælger det som et originalt værk.
Kopier, reproduktioner og pastier er ofte legitime værker, og sondringen mellem en legitim reproduktion og bevidst forfalskning er derfor ikke helt klar. For eksempel brugte Guy Hain originale forme til at gengive flere af Auguste Rodins skulpturer. Men da Hain derefter underskrev reproduktionerne med navnet på Rodins oprindelige støberi, blev værkerne bevidste forfalskninger.

### Kunstnere
- Strand von Ste. Adresse , 1863, af Johan Barthold Jongkind.
- Skøjteløb i Holland, 1890-1900, er underskrevet "Jongkind" i nederste venstre hjørne, men er blevet afsløret som en forfalskning, udført af en ukendt forfalsker.
- Signaturer fra de to værker vist til venstre. Top: autentisk Jongkind. Bund: underskrift på forfalskning.

En kunstforfalsker skal i det mindste have visse færdigheder i den kunstart, han forsøger at efterligne. Mange falsknere har engang været produktive kunstnere, der uden held søgte succes, for til sidst at ty til forfalskning. Nogle gange lånes eller stjæles et originalt værk fra ejeren for at udføre en kopi. Svindleren returnerer derefter kopien til ejeren og beholder originalen. I 1799 blev et selvportræt af Albrecht Dürer, der havde hængt i Nürnberg Rådhus siden 1500-tallet, udlånt til Abraham Wolfgang Küfner. Maleren lavede en kopi af originalen og returnerede kopien i stedet for originalen. Forfalskningen blev opdaget i 1805, da originalen kom på auktion og blev indkøbt til den kongelige samling.
Nogle svindlere har senere solgt deres kopier som kopier , og nogle har faktisk fået tilstrækkelig omtale til at blive berømte som kopister. Elmyr de Hory, der er portrætteret i filmen F for Fake regisseret af Orson Welles, malede en række kopier. Nogle af disse er blevet så værdifulde, at de forfalskede de Horys sælges åbent på kunstmarkedet til priser, der er på niveau med originalværkernes.
En ejendommelig sag omhandlede kunstneren Han van Meegeren, der blev berømt for at skabe "den fineste Vermeer nogensinde" og udstille den otte år senere i 1945. Hans egne værker blev også værdifulde, hvilket fik andre falsknere til at skabe værker i hans navn. En af disse var hans søn Jacques van Meegeren, der var i den enestående position at kunne udstede certifikater om, at et bestemt kunstværk, han tilbød, "blev skabt af hans far, Han van Meegeren".
Svindlerne kopierer normalt værker af afdøde kunstnere, men et lille antal efterligner levende kunstnere. I maj 2004 opdagede den norske maler Kjell Nupen, at Kristianstad galleriet solgte uautoriserede, underskrevne kopier af hans værker.
Den amerikanske kunstforfalsker Ken Perenyi offentliggjorde sine memoirer i 2012, hvor han detaljeret omtaler tusindvis af autentisk udseende falsknerier af værker, som tilskrives mestre som James Buttersworth, Martin Johnson Heade og Charles Bird King. Han solgte sine forfalskninger til berømte auktionshuse som Christie's og Sotheby's og til velhavende private samlere.

### Forhandlere
Det er blevet fremhævet i medierne, at kunsthandlere og auktionshuse har været alt for hurtige til at acceptere forfalskninger som ægte og sætte dem hurtigt til salg for at opnå en fortjeneste. Hvis en forhandler finder ud af, at arbejdet er en forfalskning, bør han principielt ikke returnere det til sin tidligere ejer, hvilket giver svindleren mulighed for at sælge det andetsteds. I stedet bør en kender af den angivelige kunstner tilkaldes for at foretage en grundig analyse af værket.
Nogle svindlere har skabt falske dokumenter for at skabe indtryk af, at et værk er ægte. Den britiske kunsthandler John Drewe producerede falske dokumenter for herkomst til værker, udført af hans partner John Myatt, ligesom han indsatte billeder af forfalskninger i arkiverne hos fremtrædende kunstinstitutioner. I 2016 erklærede Eric Spoutz sig skyldig i salget af hundredvis af falskregistrerede kunstværker til amerikanske samlere. Spoutz blev idømt 41 måneder i føderalt fængsel og fradømt $ 1,45 mio., han havde tjent på handelen med disse værker samt at betale $ 154,100 i bøde.
Eksperter og institutioner kan også være tilbageholdende med at indrømme deres egne fejltagelser. Kunsthistorikeren Thomas Hoving vurderer, at forskellige former for forfalsket kunst udgør op til 40% af kunstmarkedet selv om andre eksperter finder dette skøn absurd højt.
Også i Danmark har der været flere sager, hvor eksperter har været uenige om ægtheden af et værk, der var sat til salg på auktion.

#### Danske eksempler
I en række artikler har et dansk kunstmagasin påstået, at seks sager om mulig kunstsvindel er blevet fejlbedømt eller afvist af domstolene.
En meget omtalt sag om mulig kunstsvindel begyndte i 1999 da auktionshuset Crafoord, Nellemann & Thomsen i 1999 solgte et maleri, angiveligt af ukendt kunstner. Senere blev det identificeret som et ungdomsværk af J.C. Dahl, malet i 1817 under opholdet i København. Det blev senere solgt for 6.5 millioner kr. gennem et andet auktionshus, Ellekilde. Crafoord, Nellemann & Thomsen gik konkurs, men sælger fik senere tilkendt en erstatning på 300.000 kr. af konkursboets kuratorer. Det andet auktionshus' ejer blev mistænkt for at have købt maleriet velvidende, at det var malet af Dahl.
I 2004 købte Ellekildes indehaver et maleri for 200.000 kr. af en 92-årig enke. Maleriet viser sig senere at være André Derains Paysage à l'Estaque, som på en auktion i New York senere kunne sælges til ca. 35 millioner kroner.
12. februar 2010 blev indehaveren af Ellekilde og hans samlever hver idømt en ubetinget straf på et års fængsel samt en erstatning på 4. millioner kroner til enkens efterladte.
Der findes adskillige eksempler på uautoriserede kopier af skulpturer. Et dansk eksempel er, at en gipsskulptur, ‘Eftertanken’ fra 1889, udført af Auguste Rodin, er blevet kopieret og efterfølgende også afstøbt i bronze, uden at det fremgår at det er en kopi.
Den ene bronzeskulptur blev i 2022 forsynet med en indgravering, "reconstuction" (rekonstruktion), mens den anden, som var opstillet på privat grund, blev destrueret.

## Metoder til påvisning af svindel
De mest oplagte forfalskninger er afsløret som klodsede kopier af tidligere kunstværker. En svindler kan forsøge at skabe et "nyt" arbejde ved at kombinere elementerne i mere end ét arbejde. Falsknerne kan udelade detaljer, der er typiske for kunstneren, typisk ved, at de forsøger at efterligne eller tilføje anakronisme for at påstå, at det forfalskede værk er en lidt anderledes kopi eller en tidligere version af et mere berømt værk.

### Undersøgelsesteknik
Ofte er en grundig undersøgelse (undertiden benævnt Morellian Analysis) af værket tilstrækkelig at bestemme ægtheden. For eksempel kan en skulptur være skabt med moderne metoder og værktøjer. Nogle svindlere har brugt kunstneriske metoder, der ikke er i overensstemmelse med de originale kunstnere, f.eks. forkert teknik i børstearbejdet, perspektivet, de foretrukne temaer eller de har brugt farver, der ikke var tilgængelige i kunstnerens levetid. Nogle har benyttet kemikalier for at "give dem patina" og andre har endda forsøgt at efterligne ormemærker ved at bore huller i objekter (se billedet, til højre).
Andre teknikker, som kan indikere, at et maleri ikke er autentisk, omfatter:
- Rammer, enten nye eller gamle, der er blevet ændret for at malerierne ser mere ægte ud.
- Nyligt tilføjede etiketter eller kunstnerlister, på usignerede kunstværker, medmindre disse mærker er lige så gamle som kunsten selv, bør vække mistanke.
- Gamle sømhuller eller monteringsmærker på bagsiden af et værk kan indikere at et maleri er blevet fjernet fra sin oprindelige ramme og derefter indsat i enten sin originale ramme eller en anden ramme.
- Signaturer på malerier eller grafik, der er uforenelige med kunstnerens (enten friskere, dristigere osv.)
- Usigneret arbejde, som en forhandler har "erfaret" er af en bestemt kunstner uden at kunne fremvise dokumentation.

For nylig er magnetiske signaturer, der anvendes i blækket i sedler , blevet populære som værktøjer, der kan bestemme om kunstværker er autentiske.

### Andre verifikationsmetoder
Hvis undersøgelsen af et værk ikke afslører, om det er autentisk eller forfalsket, kan efterforskere forsøge at godkende objektet ved hjælp af nogle eller alle de nævnte metoder nedenfor:
- Kulstof 14 metoden bruges til at måle et objekts alder helt op til 10.000 år gammelt.
- Forekomsten af " Blyhvidt" kan bruges til at bestemme et objekts alder, selv når det er helt op til 1600 år gammelt.[28]
- Konventionel røntgenstråling kan bruges til at registrere et tidligere værk under et maleris overflade. ( se billede, til højre). Nogle gange vil kunstnere lovligt kunne genbruge deres egne lærreder, men hvis maleriet på overfladen tilskrives at være fra 1700-tallet, men det nedenunder viser genstande, der først er kendt fra 1900 -tallet, vil forskeren antage, at maleriet ikke er autentisk. Røntgenstråler kan ligeledes bruges til at se ind i et objekt for at bestemme, om objektet er blevet ændret eller repareret.
  - Røntgendiffraktion bruges til at analysere de komponenter, der indgår i malingen, som en kunstner har brugt, og til at opdage pentimenti (se billedet, til højre).
- Ultraviolet fluorescens og infrarød analyse bruges til at opdage reparationer eller et bagvedliggende tidligere maleri på canvas.
- Atomabsorptionsspektrofotometri (AAS) og induktivt koblet plasmamassespektrometri ( ICP-MS ) anvendes til at opdage anomalier i malerier og materialer. Hvis et element er til stede, som ikke fandtes i objekter af denne type på det tidspunkt, det angiveligt er blevet fremstillet, er objektet ikke autentisk.
- Pyrolyse-gaskromatografi-massespektrometri (Py-GC-MS) er en teknik, hvor der ved opvarmning foretages en termisk nedbrydning af materialer i en inert atmosfære eller et vakuum. Metoden kan anvendes til analyse af et malingsbindende medium. På samme måde som AAS og ICP-MS, er objektet ikke autentisk, hvis der er fundet elementer, der ikke blev brugt i den angivne periode, eller ikke var tilgængelige i den region, hvor kunsten stammer fra.
- Stabil isotopanalyse kan bruges til at bestemme, hvor marmor, der er anvendt i en skulptur, blev brudt.
- Termoluminescens (TL) bruges til at datere keramik. TL er lys produceret ved opvarmning, ældre keramik producerer mere TL, når det opvarmes end et nyere objekt.[29]

### Digital godkendelse
Statistisk analyse af digitale billeder af malerier er en ny metode, der for nylig er blevet taget i brug til at opdage forfalskninger. Ved hjælp af en teknik kaldet wavelet bliver billedet opdelt i mere grundlæggende billeder kaldet ''sub-bands'' (underbånd). Disse underbånd analyseres for at bestemme teksturer og tildele en frekvens til hvert underbånd. Store overflader fx en blå himmel vil fremstå som lavfrekvente underbånd, medens de fine strøg i græsstrå vil skabe højfrekvente underbånd. En gruppe på 13 tegninger, der nu tilskrives Pieter Brueghel den ældre blev testet ved hjælp af wavelet nedbrydningsmetoden. Fem af tegningerne blev anset for at være efterligninger. Analysemetoden kunne med sikkerhed identificere de fem falske malerier. Metoden blev også brugt på maleriet Virgin og Child with Saints signeret af Pietro Perugino (1446/1452 – 1523). Eksperter har tvivlet på, at Perugino malede hele værket Wavelet-metoden viste, at mindst fire forskellige kunstnere har arbejdet på maleriet.

## Problemer med godkendelse
Kunsteksperter med ekspertise inden for kunstværkers autencitet begyndte at cirkulere i kunstverdenen i slutningen af 1850'erne. På det tidspunkt var det normalt historikere eller kuratorerer, der skrev bøger om malerier, skulpturer og andre kunstformer. Kommunikationen mellem de forskellige specialer var dårlig, og eksperterne lavede ofte fejl ved autentificeringen af værkerne. Skønt mange bøger og kunstkataloger blev offentliggjort før 1900, var de færreste offentligt kendt og de indeholdt kun sjældent oplysninger om samtidskunst. Desuden manglede specialister før 1900-tallet mange af de teknologiske hjælpemidler, som eksperterne i dag bruger til at autentificere kunst. Traditionelt har et værk i en kunstners " katalog raisonné " været indfaldsvinklen til at bekræfte ægtheden og dermed værdifastsættelsen. Kunstnerens katalog raisonné kunne faktisk vise sig at være afgørende for eventuel videresalg af et værk, uanset hvilket bevis ejeren var i besiddelse af til at støtte værkets ægthed.
At eksperter ikke altid er enige om ægtheden af en bestemt genstand gør spørgsmålet om proveniens mere kompleks. Nogle kunstnere har endog accepteret kopier som deres eget arbejde. Picasso sagde engang, at han "ville underskrive en meget god forfalskning". Camille Corot malede mere end 700 værker, men underskrev også kopier af andre i sit eget navn, fordi han følte sig beæret over at blive kopieret. Lejlighedsvis bliver værker, der tidligere er blevet erklæret som forfalskninger, accepteret som ægte; Vermeers unge kvinde siddende ved spinet blev betragtet som en forfalskning fra 1947 til marts 2004, hvor den endelig blev erklæret ægte, selvom nogle eksperter stadig er uenige.
Til tider er restaurering af et stykke så omfattende, at originalen i det væsentlige udskiftes, når nye materialer bruges til at supplere ældre. En kunstgendannelse kan også tilføje eller fjerne detaljer på et maleri i et forsøg på at gøre maleriet mere salgbart på samtidskunstmarkedet. Dette er imidlertid ikke et moderne fænomen - historiske malere "retoucherede" ofte andre kunstneres værker ved at male nogle af baggrunden eller detaljerne igen.
Mange forfalskninger undslipper stadig afsløring; Han van Meegeren, muligvis den mest berømte kunstsvindler fra det 20. århundrede, brugte ældre lærreder til sine Vermeer-forfalskninger og skabte sine egne pigmenter for at sikre, at de virkede autentiske. Han blev ikke afsløret, men måtte tilstå at have udført forfalskninger, da han var blevet anklaget for forræderi, en lovovertrædelse, der kunne medføre dødsstraf. Hans forfalskninger var så fremragende, at han måtte male en anden "Vermeer", mens han var i politiets varetægt for at bevise sin uskyld i landsforræderi. I 2022 udstillede det hollandske nationalmuseum, "Rijksmuseum" en Vermeer udstilling, hvor der er rejst tvivl om ægtheden af tre af malerierne, hvor især diskussionen om "Ung kvinde med en fløjte", der tilhører National Gallery of Art i Washington har vakt stor opmærksomhed. Et forskningsprojekt har konkluderet, at der er nogle tekniske detaljer, som ikke stemmer med Vermeers teknik.
En nylig tankevækkende forekomst af potentiel kunstforfalskning omhandler Getty kouros, hvis ægthed ikke er blevet afklaret. Denne skulptur blev erhvervet af J. Paul Getty Museum i Malibu, Californien i foråret 1983. I de næste 12 år studerede kunsthistorikere , konservatorer og arkæologer Kouros, videnskabelige tests blev udført og viste, at overfladen ikke kunne være blevet skabt kunstigt. Men da flere af de andre værker, der blev tilbudt museet samtidig med Kouros, viste sig at være forfalskninger, blev dens ægthed betvivlet I maj 1992 blev Kouros fremvist i Athen, Grækenland på en international konference, der havde til formål at bestemme dens ægthed. Konferencen kunne ikke løse problemet; mens de fleste kunsthistorikere og arkæologer anså den for forfalsket, anså de officielle eksperter statuen for at være autentisk. Getty Kouros statuens ægthed et stadig et mysterium, og statuen udstilles med dateringen: "Græsk, 530 f.Kr. eller moderne forfalskning".
For at modgå sådanne problemer blev Authentication in Art Foundation oprettet i 2012 af eksperter fra forskellige forskningsfelter involveret i kunstens ægthedsvurderinger. Formålet med stiftelsen er at samle eksperter med forskellige specialer til bekæmpelse af kunstforfalskning.

## Fotografisk forfalskning
For nylig er fotografier blevet et af temaerne for svindlere, og da markedsværdien af disse værker er stigende, vil forfalskningerne formentlig fortsætte. Efter deres dødsfald blev værker af Man Ray og Ansel Adams hyppige mål for forfalskning. Påvisning af forfalskede fotografier er særligt vanskeligt, da kun eksperter kan opdage forskellen mellem originaler og gengivelser.
Fotografen Man Ray blev flere gange udsat for, af hans negativer blev stjålet af mennesker, der havde adgang til hans studie. Besiddelsen af billed-negativerne ville gøre det muligt for en forfalsker at producere et ubegrænset antal falske udskrifter, som derefter sælges som original. Falske udskrifter vil næsten ikke skelnes fra originaler, hvis det samme fotografiske papir bliver brugt. Da ubrugt fotopapir har kort levetid på 2-5 år og sammensætningen af fotografisk papir ofte bliver ændret, vil falsknerierne skulle produceres kort tid efter originalerne.
Yderligere kompliceredes forholdene efter Man Rays død, fordi enken, Juliet Man Ray, og hendes bror godkendte produktionen af et stort antal udskrifter, som Man Ray selv tidligere havde afvist. Mens disse udskrivninger er af begrænset værdi, er originalerne, der er trykt i løbet af Man Rays levetid, steget i værdi, hvilket giver mange falsknere mulighed for at ændre udskrifterne, så de ser ud til at være originale.

## Retsforfølgelse
Anklager for kunstsvindel er i mange lande mulig i henhold til statslig straffelovgivning, der fx indeholder forbud mod bedrageri eller imod efterligning af personlige underskrifter. For at udløse et strafferetligt ansvar skal anklagemyndigheden i de fleste tilfælde bevise, at sagsøgte havde til hensigt at bedrage. I angelsaksisk og amerikansk lovgivninger formuleres spørgsmålet om bevisbyrden, som i alle andre strafferetslige forhold, således: Anklagemyndigheden skal "ud over al rimelig tvivl" have ført bevis for den kriminelle hensigt.
Kunstforfalskning kan også påklages med påstand om civilretlige sanktioner. I USA har Forbundshandelskommissionen for eksempel brugt FTC-loven til at bekæmpe en række urimelige handelspraksisser på kunstmarkedet.

## Fiktiv kunstforfalskning

### Film
- Orson Welles instruerede en film om kunstforfalskning kaldet F for Fake.
- Sådan stjæler du en million har Audrey Hepburn som hovedrolleindehaver i et tyveri (foretaget af Peter O'Toole ) som skal forhindre tekniske undersøgelser på en Cellini- skulptur, der ville udstille både hendes bedstefar og far som kunstforfalskere (sidstnævnte med kopier af værker af Cézanne og van Gogh ).
- I Incognito (1998, instrueret af John Badham ) tager en ekspert i forfalskninger af berømte kunstneres malerier en sag om forfalskning af Rembrandt op, men bliver involveret i en mordsag efter at have mødt en smuk Rembrandt-ekspert.
- I 1999-genindspilningen af The Thomas Crown Affair spiller Pierce Brosnans millionærkarakter kispus med en forsikringsforsker (Rene Russo) i en sag om et Monet- maleri.
- I filmen The Moderns er hovedpersonen, kunstneren Nick Hart, en forfalsker af flere malerier, herunder en Cézanne, som han udfører for sin kunstforhandler. Værkerne sælges til en velhavende samler, der ved opdagelsen af, at de er falske, ødelægger dem.
- 2001- dokumentarfilmen om international kunstforfalskning, The Forgery,[42] bygger på interviews med den kendte kunstner Corneille[43] (Guillaume Cornelis van Beverloo) og den hollandske svindler Geert Jan Jansen.
- I 2014-filmen The Forger , hvor hovedrollen spilles af John Travolta , drejer handlingen sig om at genskabe et kendt kunstværk.

### TV-serier
- White Collar er en serie, der handler om Neal Caffrey, en dømt kunstsvindler, der begynder at arbejde for FBI.
- Lovejoy handler om en kunsthandler, der har et ry for at kunne afsløre forfalskninger
- I Danmark var der i 2018 en serie, hvor eksperter og publikum skulle gætte, hvilket af otte malerier på Skagens Museum, der var et falskneri. [44]

### I litteraturen
- Tom Ripley er involveret i omfattende kunstforfalskninger i flere af Patricia Highsmiths krimier, især Ripley Under Ground (1970), hvor han står overfor en samler, der korrekt har mistanke om, at de malerier, der sælges af Tom, er forfalskede.
- I Russell H. Greenans roman Skete det i Boston?, er hovedpersonen en galning og seriemorder, der er en forbavsende god kunstner, som blandt andet er i stand til at skabe et maleri, der bliver accepteret som en da Vinci.
- Art Thief , en internationalt bestseller af professor i kunsthistorie Noah Charney, indeholder en række forfalskninger og andre kunsthistorier.
- I Clive Barker 's 1991 roman Imajica , lever protagonisten John Furie Zacharias, kendt som "Gentle", af at forfalske kunstværker.
- William Gaddis 'anerkendte roman fra 1955 The Recognitions koncentrerer sig om at skildre en kunstsvindler og frafalden Calvinist ved navn Wyatt Gwyon og hans kamp for at finde meningen i kunsten. Romanen beskriver processen og historien om forfalskninger, såvel som den mulige fortjeneste ved forfalskede malerier.
- David Mitchells roman Ghostwritten har en sektion i Statens Hermitage Museum i Rusland og følger et forbrydelsessyndikat, der stjæler kunst fra museet og sælger det på det sorte marked, samtidig med at det erstatter originalerne med forfalskninger af høj kvalitet.
- Plottet i Dominic Smiths roman The Last Painting af Sara de Vos drejer sig om forfalskninger, foretaget af en fiktiv hollandsk maler fra det 17. århundrede.

## Yderligere læsning
- A History of Art Forgery (En historie om kunstforfalskning). Arkiveret 7. februar 2018 hos  Wayback Machine My Studios.com
- Judging the Authenticity of Prints by The Masters: A Primer for Collectors Arkiveret 5. april 2019 hos  Wayback Machine af kunsthistoriker David Rudd Cycleback
- Museum Security Network
- Careful Collecting: Fakes and Forgeries
- Kan videnskab hjælpe med at løse kunstkriminalitet? Arkiveret 1. december 2017 hos  Wayback Machine
- Art Signature Dictionary, Explore the world of artists. Identify artists signatures and monograms. View biographies and art prices. Arkiveret 18. december 2020 hos  Wayback Machine (Mere end 4000 billeder af forfalskede malerier og signaturer fra over 300 berømte kunstnere). Artsignature Dictionary
- Anthony M. Amore (2016). The Art of the Con: The Most Notorious Fakes, Frauds, and Forgeries in the Art World. St. Martin's Griffin. ISBN 978-1250108609.